# Petalophthalmus oculatus
Petalophthalmus oculatus är en kräftdjursart som beskrevs av Illig 1906. Petalophthalmus oculatus ingår i släktet Petalophthalmus och familjen Petalophthalmidae. Inga underarter finns listade i Catalogue of Life.